# 라무시 하라디나이

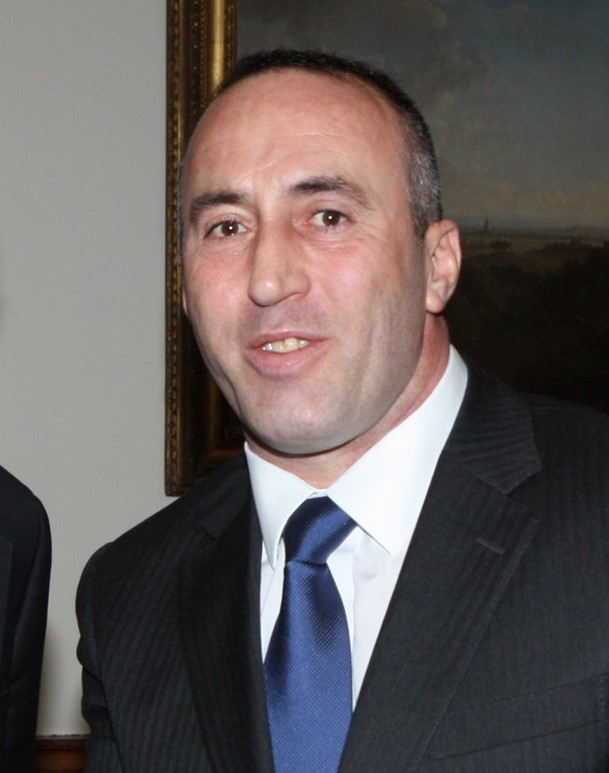

라무시 하라디나이(알바니아어: Ramush Haradinaj, 1968년 7월 3일 ~ )는 코소보의 정치인으로 미래동맹의 대표이자 제3대 코소보 총리이다. 코소보 해방군(KLA)의 전직 지도자인 그는 2004년부터 2005년까지 한 번 총리직을 역임한 바 있다.
유고슬라비아의 해체 이후, 하라디나이는 KLA의 코소보 서부 사령관으로 활동했다. 코소보 분쟁이 시작되자 정계에 입문했으나, 코소보 전쟁 당시였던 1998년 3월부터 9월까지 전쟁 범죄 및 세르비아인, 집시, 알바니아인 등을 상대로 한 반인륜 범죄로 구유고슬라비아 국제형사재판소(ICTY)에 회부되어 정치권에서 물러났다. 2008년 4월 3일 모두 무혐의로 풀려났으나, 검찰은 2개의 결정적인 증거를 확보하는 데 충분한 시간이 들지 못한 점을 들어 해당 무혐의 판결에 대해 항소했다. 2010년 항소 법원은 네덜란드 헤이그에서 부분 재심할 것을 명령했으며, 2년 후 2012년 11월 29일 재심에서 하라디나이와 그의 공동피고인 모두 무혐의 처리되었다.